# Galactik Football
Galactik Football este un serial de animație de televiziune creat de Augias Imaginaction și coprodus de Gaumont-Alphanim, France 2 (sezoanele 1–2) și Telegael (sezonul 3) în asociere cu Audi'Art, Welkin (sezonul 1), Hosem (sezonul 1), LuxAnimation (sezonul 1), Jetix Europe (sezoanele 1–2), Carloon (sezonul 2), Europool (sezonul 2) și DQ Entertainment (sezonul 3) cu participarea Gulli (sezonul 3) și Disney XD (sezonul 3). Serialul utilizează o combinație de animație tradițională 2D cu animație pe computer 3D. A fost difuzat între 3 iunie 2006 și 27 octombrie 2011 și a durat trei sezoane și 78 de episoade.
Galactik Football este amplasat în viitorul îndepărtat, unde lumile populate din Galaxia Zaelion concurează în Galactik Football, un sport analog cu fotbalul, dar cu șapte jucători într-o parte. Jocul este complicat de amestecul Fluxului, o energie cosmică care augmentează atributele unui jucător precum viteza, puterea sau agilitatea și permite puteri speciale precum teleportarea. Povestea urmărește soarta unei echipe fără experiență de Galactik Football, Copii Zăpezii, în timp ce ei caută să concureze în și să câștige Cupa Galactik Football.

## Subiect

### Sezonul 1
Povestea începe în timpul unui meci de fotbal între echipa gazdă a planetei Akillian și echipa de pe planeta Umbrelor. Aarch, căpitanul echipei Akilian execută o lovitură liberă directă, mingea se indreapta spre poartă, dar îngheață. O explozie este auzită și o avalanșă mătură pe stadion, marcând începutul epocii de gheată.
Povestea începe peste 15 ani. Aarch și prietenul lui Clamp, un tehnician care se ocupa de roboți, ajung din nou pe Akillian pentru prima dată după 15 ani. Aarch își propune să creeze o nouă echipa de fotbal capabilă de a câștiga Cupa, și selectează un grup de adolescenți talentați pentru echipa sa: D'Jok, Sinedd, Micro-Ice, Mei, Thran, Ahito, Rocket, și Tia. Cu toate acestea, tatăl lui Rocket nu vrea ca fiul său să joace fotbal și vrea să îl lase să joace cu condiția de a învinge echipa Tigrii Roșii, antrenată de vechiul coechipier și prieten al lui Aarch, Artegor Nexus. Tia era singura de pe teren care avea suflul.
Copiii Zăpezii înving Tigrii roșii, devenind noua echipă Akillian. Artegor demisioneaza de la Tigrii Roșii și merge la Umbre unde merge și Sinedd.
Dupa scurt timp fiecare jucător din echipă are suflul. Există unele tensiuni în interiorul echipei cauzate de relația Tiei cu Rocket și dragostea lui Micro Ice pentru Mei. Ceva necunoscut a fost faptul ca cei  șapte jucători au fost afectați de Meta-Flux la naștere, un flux  sintetic, creat de Clamp(numele lui real fiind Yannit Labnore) și piratul Sonny Blackbones(numele lui real fiind Sonny I'Son), care a aflat ca este tatăl lui D'Jok. Meta-Flux-ul a explodat pe Akilian și a provocat epoca de gheață. Acest flux este acum râvnit de nemilosul General Bleylock, un angajat Technoid, care a fost în trecut șeful lui Blackbones, pune în pericol viată jucătorilor de la Copiii Zăpezii.
Cu ajutorul lui Clamp și al piraților, Sonny Blackbones reușește să ia Meta-Fluxul de la Bleylock, după o luptă între cei doi. Bleylock a căzut de la etajul 50 al clădirii Technoid, iar Sonny a crezut că e mort.

### Sezonul 2
In sezonul al doilea, Ahito se imbolnaveste si este inlocuit cu verioasa lui, Yuki. De asemenea, Rocket este suspendat din echipa din cauza ca a folosit ilegal din flux si este inlocuit cu Mark, un alt fotbalist Akilian, care a fost inainte rezerva. In absenta lui Rocket, D'Jok devine capitan. Dupa ce Ahito isi revine, Rocket este lasat sa se intoarca in echipa , lucru pe care il face. D'Jok ramane in continuare capitan la intoarcerea lui Rocket. In final, echipa castiga pentru a doua ora consecutiv cupa Galactik Footbal.

### Sezonul 3
In sezonul al treilea este creat un turnament de catre Lord Pheonix (piratul Magnus Blade), turnamentul este creat cu scopul de a colecta fluxul celorlalte echipe si de al injecta in echipa planetei Paradisia care este si locul turnamentului. In acest turnament in echipe pot fi jucatori cu fluxuri diferite, D'Jok este recrutat de echipa Paradisia, Mei este recrutata de echipa Umbrelor, Yuki este recrutata de echipa Elektras. In finala turnamentului au ajuns echipele Umbrelor si Paradisia, aproape de sfarsitul meciului a avut loc o explozie pe planeta Paradisia meciul fiind anulat si toti jucatorii folosindusi fluxurile pentru a evacua cat mai repede planeta. In finala Galactik Football Cup Snow Kids au jucat impotriva echipei Paradisia, Snow Kids este echipa completa dar cu Mark in locul lui Rocket, Rocket fiind noul antrenor. Paradisia la inlocuit pe D'Jok cu Nina, ajungand in finala Snow Kids si Paradisia, Snow Kids si-au pierdut fluxul pentru putin timp deoarece a avut loc o explozie cu multiflux pe Akilian dar Ahito si-a folosit abilitatea speciala, revenind fluxul lor ei au castigat a treia ora consecutiv cupa.

## Personaje

### Snow Kids (Copiii Zăpezii), fluxul: The Breath of Akilian (Suflul de pe Akilian)
- Micro Ice - Este cel mai haios jucător poartă numărul 3 pe tricou Micro-Ice a fost și primul jucător descoperit de Aarch când s-a întors pe Akilian și este primul care descoperă că Aarch s-a ascuns într-un turn abandonat. A fost de asemenea și primul jucător care este ales voluntar de Clamp în holotrainer pe vremea aceea era mijlocaș.A fost ales primul jucător din cei 8 originali ai Copiii Zăpezii și inițial a fost lăsat rezervă. A fost mutat pe postul de atacant după ce Sinedd a fost dat afară.Cu toate acestea el doar cu mama lui a supraviețuit după ce a fost lovit de Meta-Flux la naștere și din această cauză a suferit și o boală cauzată de Meta-Flux el însă nu și-a cunoscut niciodată tatăl.
- D'Jok - este căpitanul echipei poartă numărul 9 pe tricou cu toate că Rocket avea să devină căpitanul echipei dar a fost o vreme căpitan și avea niște calități bune.Și D'Jok are o tragedie fiindcă mama sa naturală a murit după ce l-a salvat pe D'Jok de la incendiu.Însă tatăl său natural este întradevăr Sonny Blackbones,are o relație cu Mei în primele două sezoane după ce Mei în sezonul 3 ajunge să joace la Umbre și se iubește cu Sinedd,mama sa adoptivă este Maya. În sezonul 3 a jucat pentru echipa Paradisia în turneul de pe acceași planetă.
- Rocket - este căpitanul adevărat al echipei Copiii Zăpezii poartă numărul 5 pe tricou tatăl său Norata a fost un mare jucător al echipei Copiii Zăpezii dar după ce a fost acoperit de gheață stadionul Akilian acesta a avut și un accident la picior și în prezent se ocupă de flori împreună cu mama sa Kira.Tatăl său nu i-a dat voie niciodată să joace fotbal tocmai din acest motiv să nu pățească și el ceva,este cel care avea în sezonul 2 să fie suspendat temporar de ligă după ce a dus-o pe Tia în Pădurea Genesis și a folosit suflul ca să o salveze de la o căzătura, iar  acesta s-a dus să joace Netherball.Însă după multe meciuri în arenă a fost învins de Tia el întorcându-se la echipă și redevenind căpitan.Din sezonul 3 devine antrenorul echipei Copiii Zăpezii pentru că Aarch a fost surprins sărutându-se cu Adin, președinta ligii și a fost acuzat e conflict de interese.
- Tia - poartă numărul 4 pe tricou este unul din cei mai bune aruncătoare la poartă ca și Mei de asemenea.

în sezonul 2 cade de pe stâncă în Pădurea Genesis și Rocket este acuzat că nu trebuia să meargă în Pădurea Genesis însă el nu a vrut să asculte de acesta și Rocket s-a supărat pe Aarch și a plecat supărat de la echipă. In sezonul 3 devine căpitan după ce Rocket sseste antrenor.
- Mei - poartă numărul 7 pe tricou este foarte bună prietenă cu Tia făcând cumpărături împreună,Mei în sezonul 3 s-a enervat pe D'Jok și a plecat la echipa Umbrelor unde a avut o relație cu Sinedd.
- Mark - poartă numărul 6 pe tricou este cel care avea să fie chemat de urgență de Aarch după ce a fost suspendat Rocket temporar.
- Thran - poartă numărul 2 pe tricou și este cel mai inimos jucător,el ajutându-și fratele foarte mult când pățește ceva.
- Ahito - poartă numărul 1 pe tricou este unul din cei mai buni portari însă i se face rău în sezonul 2 și este înlocuit de Yuki.
- Yuki - poartă numărul 8 pe tricou îl înlocuiește pe Ahito în sezonul 2 după ce i s-a făcut rău însă din sezonul 3 este în echipa Elektras.
- Aarch - este fostul antrenor al echipei Copiii Zăpezii. Și-a dat demisia in sezonul 3 dupa ce a avut un conflict cu presa.
- Profesorul Clamp - este cel care trimite jucătorii să se antreneze în holotrainer să le verifice fizicul,forța și nu numai.Odată când era împreună cu Sonny Blackbones lucrau la Meta Flux pe vremea aceea se numeau Yarrit Labnor iar Sonny I'Son.Datorită obsesiei lui Bleylock pentru Meta Flux cei doi însă nu au mai lucrat pentru Bleylock găsindu-și alți lucrători.

### The Shadows (Umbrele), fluxul Shadows' Smog (Ceața Umbrelor)
- Sinedd - poartă numărul 11 pe tricou este rivalul lui D'Jok făcând mereu mișto de el. Cândva au fost prieteni atunci când era la Copiii Zăpezii. În sezonul 2 i-a sugerat lui Rocket să joace Netherball și chiar s-a confruntat cu el, dar a fost învins. În sezonul 3 revine la echipa Copiii Zăpezii.
- Nihlis - nu se cunoaște numărul de pe tricou este un atacant al Umbrelor cu o tehnică foarte bună de păcălește orice adversar. În sezonul 3 a jucat la echipa Ciclopilor.
- Fulmugus - nici la acesta nu se cunoaște numărul este fostul căpitan al Umbrelor era cel mai rapid jucător nu putea nimeni să treacă de el. În sezonul 2 a jucat Netherball.
- Senex - nu poartă nici acesta vreun număr este portarul echipei Umbrelor câteodată când cineva vrea să dea gol el apară foarte repede.
- Zed - nici acesta nu are număr este unul din cei mai buni fundași din echipa Umbrelor.
- Cron - nici acesta nu are număr este unul din cei mai vicleni jucători ai echipei Umbrelor.
- Artegor Nexus - a fost antrenorul echipei Tigrii Roșii, dar din cauza unei înfrângeri și-a dat demisia și a devenit antrenorul Umbrelor .Cândva el a fost jucător pentru Umbre și pentru echipa Akilian, unde a fost coechipier cu Aarch și Norata. In sezonul 1 și 2 a antrenat Umbrele, apoi a devenit comentator sportiv la Arcadia Sports , iar în sezonul 3 a fost antrenor secund la Snow Kids.

### The Pirates (Pirații)
- Stevens - poartă numărul 9 pe tricou este foarte agil are o tehnică extraordinară este și căpitanul echipei Piraților driblează foarte bine este bine organizat niciodată nu renunță este foarte optimist. în sezonul 2 a jucat Netherball, dar a fost învins de Rocket.
- Hawkins - poartă numărul 1 pe tricou este portarul echipei Piraților .

### The Cyclops (Ciclopii)
- Akkamukk - este unul din cei mai buni jucători ai Ciclopilor poartă numărul 3 pe tricou este și căpitanul echipei numele său complet este Akkamukk al zecelea. În sezonul 3 joacă pentru Xenons în turneul organizat pe planeta Paradisia, dar este dat afară pentru că era cel mai slab jucător din echipă.

### The Wambas (Wambas)
- Woowamboo - poartă numărul 3 pe tricou este atacantul echipei Wambas. A jucat Netherball în sezonul 2 dar pierzând în fața lui Rocket. Woowamboo este un jucător genial cu o agilitate greu de stăpânit fiind neînvins. De altfel Wambas nu a reușit să căștige cupa, Woowamboo rămâne unul din cei mai buni jucători de acolo. În sezonul 3 a jucat pentru Lightnins.
- Lun-Zeara - poartă numărul 4 pe tricou este unul din cei mai tehnici atacanți pe care îi poate avea Wambas.
- Woonnabora - poartă numărul 7 pe tricou este căpitanul echipei Wambas.
- Boonzoff - poartă numărul 1 pe tricou este portarul echipei Wambas.
- Lun-Zia - poartă numărul 2 pe tricou este fundașul echipei Wambas. A fost chemată la echipa Copiii Zăpezii dar nu a rămas mult timp întorcându-se la echipa Wambas.
- Wolfen și Zora - sunt niște simpli suporteri care au participat la arena unde a jucat Rocket Netherball.

### The Xenons (Xenons)
- Luur - poartă numărul 7 pe tricou este singurul jucător al echipei cu o tehnică rapidă care îngheață orice adversar.În sezonul 2 a participat în arenă unde a jucat cu Rocket dar a fost învins.
- Phantom - este portarul echipei Xenons, a apărut în sezonul 2,a apărat de multe ori bine mai puțin la penalty-uri luând doar 5 goluri împotriva echipelor adverse.

### The Rykers (Rykers)
- Kernor - poartă numărul 1 pe tricou este portarul echipei Rykers. În sezonul 2 a jucat Netherball, dar a fost învins de Rocket.

### The Elektras (Elektras)
- Xyria - este antrenorul echipei Elektras.
- Iuki - in sezonul 3 Iuki a jucat la Electras.A reusit sa obtina fluxul lor Valul Tectoniei.

### The Lightnings (Lightnings)
- Warren - poartă numărul 9 pe tricou este atacantul echipei Lightnings este cunoscut pentru faptul că D'Jok este fanul său dar și prietenul său în același timp care mereu îi dă sfaturi.Este și căpitanul echipei Lightnings, în sezonul 2 a încercat să-l convingă pe Rocket să se întoarcă la echipă dar nu a reușit.
- Sarlight - poartă numărul 4 pe tricou este fundașul echipei Lightnings.
- Nidzo - nu i se cunoaște numărul și nici poziția pe care joacă.

### Team Paradisia (Paradisia)
- Nina - poartă numărul 8 pe tricou are o soră geamană pe nume Nikki.În sezonul 3 are întâlnire cu Mark,este un Cyborg nu are vârstă,joacă pe postul de atacant.
- Nikki - poartă numărul 4 pe tricou este sora geamănă a lui Nina.Mei a rămas șocată când l-a prins pe D'Jok că se săruta cu Nikki,și ea este tot un Cybot.Mei devine geloasă pe D'Jok și decide să se sărute cu Sinedd,de asemenea ca și sora sa nu are vârstă,joacă pe postul de atacant.
- Kim - poartă numărul 2 pe tricou ea este Cyborg partenera ei este Aya 9.Primul său gol l-a reușit împotriva celor de la Wambas apoi după ce a învins pe Copiii Zăpezii a revenit la forma umană împreună cu Nikki ,joacă pe postul de mijlocaș.
- Jane - poartă numărul 5 pe tricou ea ca parteneră pe Alca 1,joacă pe postul de fundaș.A revenit și ea la forma umană.
- Alca - poartă numărul 1 pe tricou ca parteneră o are pe Jane 5,joacă pe postul de portar.
- Alisa - poartă numărul 3 pe tricou a revenit și ea la forța umană,joacă pe postul de fundaș.
- Aya - poartă numărul 9 pe tricou a revenit și ea la forța umană,joacă pe postul de mijlocaș.

### Red Tigers (Tigrii Roșii)
- Yewan - nu se cunoaște numărul de pe tricou, este atacantul, căpitanul și vedeta echipei. În sezonul 3 a jucat la Wambas în turneul organizat pe planeta Paradisia înlocuindu-l pe Woowamboo, atacantul lui Wambas care a plecat la Lightnings, dar s-a întors la Tigrii Roșii.

### Friends (Prieteni)
- Corso - este cel care împreună cu Sonny Blackbones i-au dejucat planurile lui Bleylock.
- Artie - este un fan loial al lui Micro Ice lucrează l-a o firmă de echipamente sportive. Face și el parte din gașca piraților.
- Benett - face și el parte din gașca piraților la fel ca Sonny Blackbones și Corso.
- Sonny Blackbones - liderul echipei Piraților a reușit în sezonul 1 să i-a metafluxul din mâinile lui Bleylock crezând că atunci s-a sfârșit cu el. Este tatăl biologic al lui D'Jok.

### Enemies (Dușmani)
- Bleylock - apare doar în primele două sezoane, iar în  al treilea sezon a murit, în sezonul 2 Sonny Blackbones a crezut că Bleylock e mort dar s-a înșelat, a fost liderul Technoid în sezonul 1. În sezonul 2 inventează Multi-Flux-ul și distruge cu acesta planeta umbrelor, iar locuitorii ramân fără flux. În sezonul 2 Bleylock arăta de groază după ce a căzut în sezonul 1 când voia să îi ieie  metafluxul din mâinile lui Sonny dar nu a reușit după a fost reconstruit din părți de android pentru ca avea multe răni arsuri și zgârieturi că i se zgâriase sau arsă îi era fața pe jumătate și i-a fost pusă o placă de la capul unei android pe fața lui ca să nu i se mai vadă mâinile i-au fost puse de la android la fel ca și picioarele el purtând un costum negru cu o pelerină care îi putea ascunde și fața sau chipul până și când vorbea suna ca un android.
- Lordul Phoenix - este cel care a fost prima dată liderul Piraților, dar a fost învins de Sonny Blackbones. În sezonul 3 a organizat un turneu pe planeta Paradisia.
- Harris - este asistentul lui Duke Maddox dar el strict secret în sezonul 2 lucrează pentru Bleylock, dar l-a oprit de la distrugerea stadionului Genesis. Este dat afară de la Technoid este angajat de Vega pentru a o ajuta la Multi-Flux.